# Marie Wegener

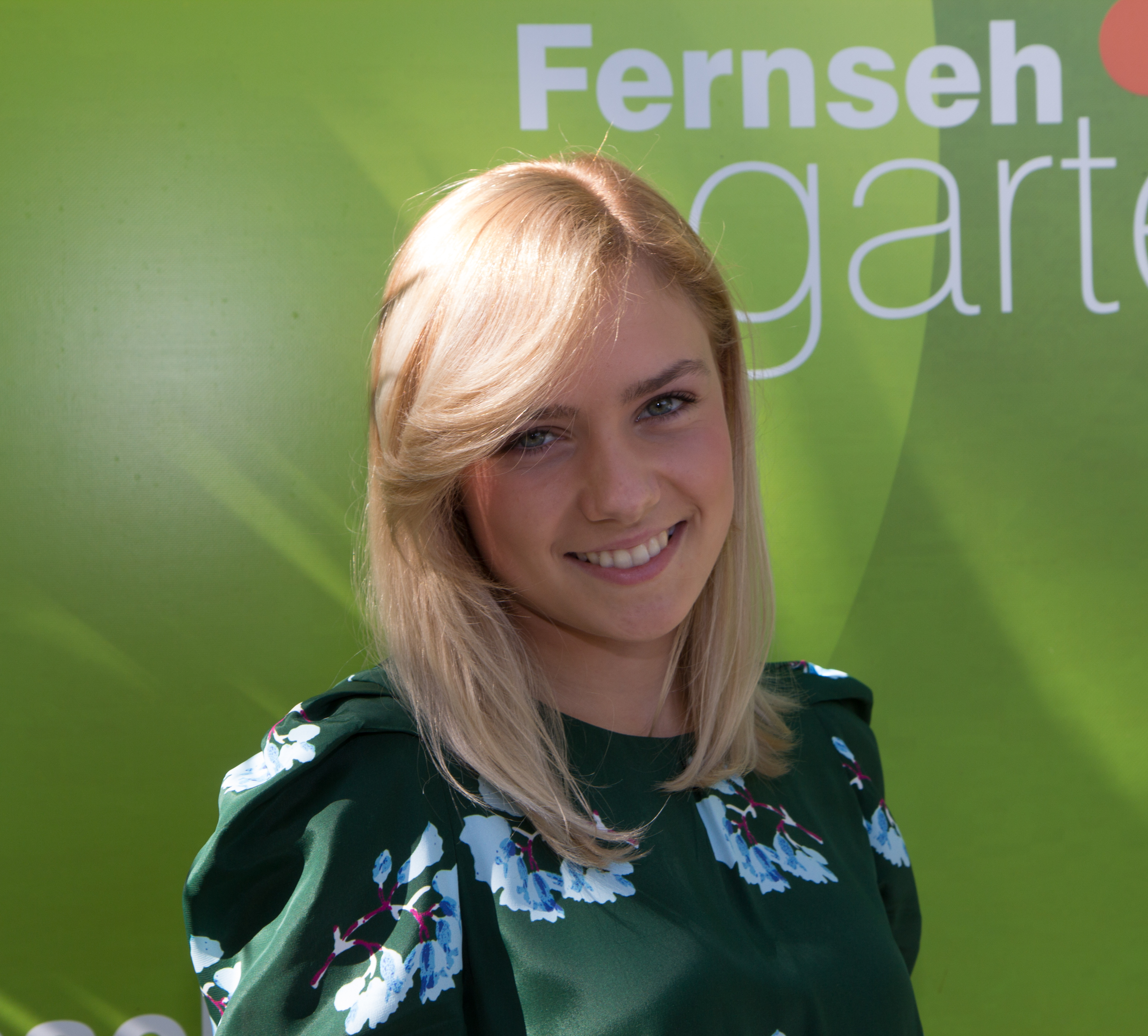
Marie Wegener, 2018

Marie Wegener (* 6. Juli 2001 in Duisburg, Künstlername: Marie Lane) ist eine deutsche Sängerin. Sie wurde 2018 Siegerin der Castingshow Deutschland sucht den Superstar.

## Leben
Wegener lebt mit ihren Eltern und ihrem Zwillingsbruder in Duisburg. 2013 nahm sie an der ersten Staffel von The Voice Kids teil und schied in der Battle Round gegen die spätere Siegerin Michèle Bircher aus.
Sie gewann im Mai 2018 mit 64 % der Zuschauerstimmen die 15. Staffel der Castingshow Deutschland sucht den Superstar. Als bis dahin jüngste Siegerin erhielt die damals 16-Jährige einen Plattenvertrag und 100.000 Euro. Ihr Siegersong Königlich wurde von Dieter Bohlen geschrieben. Im Juni 2018 erschien ihr erstes Album Königlich, das Album stieg auf Platz 7 in die deutschen Charts ein.
Im Juni 2018 und Januar 2019 erhielt sie einen smago! Award als jüngste DSDS-Gewinnerin aller Zeiten und für den Single-Hit des Jahres 2018. 2019 machte sie am Steinbart-Gymnasium in Duisburg Abitur. Im Juni und Juli 2019 begleitete sie Andreas Gabalier als Support Act auf seiner Stadiontour durch Deutschland.
Im September 2019 erschien ihr zweites Album Countdown, das auf Platz 20 in die deutschen Charts einstieg. Von Dezember 2019 bis Anfang Februar 2020 war sie im von Martin Doepke geschriebenen Musical Die Schöne und das Biest in der Hauptrolle der Bella auf einer Tour durch Deutschland, Österreich und die Schweiz zu sehen.
Seit 2022 tritt Marie Wegener immer wieder als Sängerin der Nationalhymne beim American Footballteam Rhein Fire in der European League of Football auf. Das Team veranstaltet seine Heimspiele in Wegeners Heimatstadt Duisburg in der dortigen Schauinsland-Reisen-Arena.
Ende 2023 kündigte sie an, dass „ein neues Kapitel“ anfangen würde. Sie trat zunächst unter dem Künstlernamen Mary Lane auf und veröffentlichte am 1. Dezember 2023 die Single Home. 2024 wechselte sie den Namen in Marie Lane und erklärte in einem Video, dass sich der Künstlername aus ihrem Geburtsnamen und Lane als Synonym für den steinigen Weg, den sie bisher gegangen sei, zusammensetze. Am 4. Oktober 2024 veröffentlichte sie die Single Basic Love.

## Diskografie

### Studioalben
| Jahr | Titel     | Höchstplatzierung, Gesamtwochen, AuszeichnungChartplatzierungen (Jahr, Titel, Platzierungen, Wochen, Auszeichnungen, Anmerkungen) | Höchstplatzierung, Gesamtwochen, AuszeichnungChartplatzierungen (Jahr, Titel, Platzierungen, Wochen, Auszeichnungen, Anmerkungen) | Höchstplatzierung, Gesamtwochen, AuszeichnungChartplatzierungen (Jahr, Titel, Platzierungen, Wochen, Auszeichnungen, Anmerkungen) | Anmerkungen                              |
| Jahr | Titel     | DE | AT | CH | Anmerkungen                              |
| ---- | --------- | --- | --- | --- | ---------------------------------------- |
| 2018 | Königlich | DE7 (9 Wo.)DE | AT9 (4 Wo.)AT | CH13 (4 Wo.)CH | Erstveröffentlichung: 1. Juni 2018       |
| 2019 | Countdown | DE20 (1 Wo.)DE | AT60 (1 Wo.)AT | CH41 (1 Wo.)CH | Erstveröffentlichung: 27. September 2019 |

### Singles
| Jahr | Titel Album | Höchstplatzierung, Gesamtwochen, AuszeichnungChartplatzierungen (Jahr, Titel, Album, Platzierungen, Wochen, Auszeichnungen, Anmerkungen) | Höchstplatzierung, Gesamtwochen, AuszeichnungChartplatzierungen (Jahr, Titel, Album, Platzierungen, Wochen, Auszeichnungen, Anmerkungen) | Höchstplatzierung, Gesamtwochen, AuszeichnungChartplatzierungen (Jahr, Titel, Album, Platzierungen, Wochen, Auszeichnungen, Anmerkungen) | Anmerkungen                       |
| Jahr | Titel Album | DE | AT | CH | Anmerkungen                       |
| ---- | ----------- | --- | --- | --- | --------------------------------- |
| 2018 | Königlich   | DE3 (3 Wo.)DE | AT10 (1 Wo.)AT | CH11 (1 Wo.)CH | Erstveröffentlichung: 5. Mai 2018 |

Weitere Singles
- 2013: Christmas Morning[13]
- 2017: Ich wohne in deinem Herzen[14]
- 2018: Du bist der, der mein Herz versteht (feat. MC Bilal), Electrola[15]
- 2019: Countdown
- 2019: Immer für dich da
- 2023: The Greatest Love of All[16] (als Single-Auskopplung zur TV-Sendung „Die große Schlagerstrandparty 2023“[17])
- 2023: Home (als Mary Lane)
- 2024: Basic Love (als Marie Lane)
- 2025: Playboy (mit Momo Chahine, Kay One & Leon Machère)

### Gastbeiträge
- 2019: Tränen (Version 2019) (mit DJ Ötzi, auf seinem Album 20 Jahre DJ Ötzi – Party ohne Ende)[18]
- 2020: Irgendwas mit Liebe (auf dem Album Dancefieber von DJ Herzbeat)[19]

## Auszeichnungen
- 2018: smago! Award für „Jüngste DSDS-Gewinnerin aller Zeiten“
- 2019: smago! Award für „Schlager Single-Hit des Jahres 2018“ (Königlich)[20]
- 2019: Beste Newcomerin 2018 – Publikumspreis von Schlager.de[21]